# صوفیان (اشنویه)
صوفیان (اشنویه)، روستایی از توابع بخش نالوس شهرستان اشنویه در استان آذربایجان غربی ایران است.

## جمعیت
این روستا در دهستان هق قرار دارد و براساس سرشماری مرکز آمار ایران در سال ۱۳۸۵، جمعیت آن ۹۷۵ نفر (۱۵۹ خانوار) بوده‌است.